# Phanerophlebia juglandifolia
Phanerophlebia juglandifolia är en träjonväxtart som först beskrevs av Alexander von Humboldt, Amp; Bonpl. och Carl Ludwig Willdenow, och fick sitt nu gällande namn av John Smith. Phanerophlebia juglandifolia ingår i släktet Phanerophlebia och familjen Dryopteridaceae. Inga underarter finns listade.